# The Duke of Death and His Maid
The Duke of Death and His Maid (死神坊ちゃんと黒メイド, Shinigami botchan to kuro Meido, litt. « Le jeune maître faucheur et la servante en noir ») est un shōnen manga de Koharu Inoue et est prépublié dans le magazine Sunday Webry de l'éditeur Shōgakukan depuis le 3 octobre 2017.
Une adaptation en série animée est annoncée en février 2021 par le studio d'animation J. C. Staff. Elle est diffusée du 4 juillet au 19 septembre 2021 sur Tokyo MX et se termine avec douze épisodes. La production d'une suite, temporairement sous-titrée éponymement (続編, zokuhen), est annoncée et confirmée à son issue : la seconde saison (死神坊ちゃんと黒メイド 第2期, Shinigami botchan to kuro Meido ‐ dainiki) est diffusée du 9 juillet au 24 septembre 2023. La troisième saison est prévue pour 2024.

## Synopsis
Le premier enfant d'une famille noble fut maudit dans son enfance par une sorcière : depuis ce jour, tous les êtres vivants qu'il touche périssent dans l'instant. Rejeté par sa famille et craint des autres Humains, le jeune maître mène aujourd'hui des jours solitaires dans un grand manoir au milieu d'une forêt.
Une servante du nom d'Alice travaille à son service avec le majordome Rob. Cependant, elle est aussi sa plus grande source de tracas, car elle prend un malin plaisir à le harceler sexuellement au quotidien : elle ne cesse de le tenter par des allusions et en s'approchant tout près de lui, alors qu'il ne peut même pas lui prendre la main malgré ses sentiments pour elle.

## Personnages

### Principaux
Le jeune maître (坊ちゃん, Botchan) / le « Faucheur de la forêt » (「森有住む死神」, ‘mori yū sumu shinigami’) (surnom)
Voix japonaise : Natsuki Hanae
Le protagoniste de l’histoire.
Un jeune héritier d’une famille noble qui fut maudit par une sorcière quand il avait cinq ans, tuant dans l’instant tout être vivant d’un simple contact. À cause de cela, il est séparé des siens et envoyé par sa mère dans un manoir reculé en forêt, où il vit avec un fidèle majordome et Alice, sa ravissante soubrette dont il est épris.
Il possède une personnalité timide et tendanciellement mélancolique, un teint vitreux, des yeux rouges et cernés ainsi qu’une tignasse bouclée qu’il dissimule par complexe sous un haut-de-forme, témoin nostalgique de son admiration pour feu son grand-père. Plus attaché que quiconque à Alice ainsi que ses proches, qu’il considère comme sa propre famille, il manifeste une colère noire envers toute personne qui leur témoignerait du mal. Il montre une certaine virtuosité pour le piano, seul talent qui lui ait jamais valu des compliments de sa famille.
Bien qu’il soit toujours considéré comme le fils héritier, face à l’urgence de la mort probable à venir de son père dû à une mauvaise santé, la matriarche le prévient que si la malédiction ne pouvait être levée au printemps prochain, il serait à ce titre déshérité (au profit de son cadet).
Alice Lendrott (アリス・レンドロット, Arisu Rendorotto)
Voix japonaise : Ayumi Mano (ja)
Le personnage féminin principal de l’histoire.
Fille de l’ancienne servante principale de la famille, Alice est une amie d’enfance du jeune maître d’avant la malédiction. À l’époque d’une santé fragile qui lui faisait perdre tout espoir en l’avenir, elle fut touchée — et sauvée — par la gentillesse du garçon ainsi que sa bienveillance à son égard en dépit de leur différence de statut social. Après la mort de sa mère, Alice fut envoyée chez sa tante puis le retrouva à leur adolescence lorsque, sur initiative du majordome Rob, elle accepta au mépris de la malédiction de devenir sa servante personnelle au manoir : depuis, ils ne peuvent plus se séparer, Alice qui assumant un amour réciproque pour le jeune maître, ne pouvant s’empêcher de badiner avec lui en le taquinant par des sous-entendus ou en le provoquant en s’offrant à lui d’une innocence feinte.
À l’époque de leurs retrouvailles, elle sauva à son tour l’intéressé de son propre désespoir, lui qui persuadé d’être condamné à la solitude et à ne jamais pouvoir connaître l’amour, était en proie aux idées suicidaires et se laissait dépérir.
Elle a une personnalité calme et posée, les yeux bleus, une chevelure blonde ainsi qu’une généreuse poitrine, et s’habille tout de noir, sa « couleur favorite ». Tendanciellement exhibitionniste auprès du jeune maître, elle a pour règle individuelle de ne porter aucun vêtement lorsqu’elle est retirée dans sa chambrée.

### Secondaires

#### Entourage proche du jeune maître
Les membres du cercle rapproché du jeune maître et d’Alice vivent avec eux au manoir ou les y fréquentent en qualité d’amis, au mépris de sa funeste malédiction. L’intéressé les considère comme « sa famille ».
Rob Gardner (ロブ・ガードナー, Robu Gādonā) / l’« Homme borgne » (「隻眼の男」, ‘sekigan no otoko’) (surnom)
Voix japonaise : Hōchū Ōtsuka
Le majordome servant le jeune maître au manoir avec Alice.
Ayant été le seul à l’accompagner — puisque n’ayant pas peur de sa malédiction — lorsqu’il fut expulsé de la résidence principale et à l’avoir éduqué depuis, il est considéré par le jeune homme comme un membre de sa famille.
Homme mûr travaillant en tant que majordome depuis cinquante ans, il est irréprochable en la matière bien que, vieillissant, il lui arrive de ne plus se rendre compte de son âge, ce qui peut parfois provoquer des situations comiques.
Parce qu’il a tendance à effrayer, il dissimule son cache-œil (ayant perdu son œil droit dans une rixe) derrière sa mèche de cheveux. Son petit plaisir consiste à fumer durant ses pauses et il est, vestimentairement parlant, assorti avec le jeune maître et sa collègue par une dominance de noir.
Caph (カフ, Kafu)
Voix japonaise : Wakana Kuramochi (ja)
Une sorcière à la chevelure rouge, orpheline de la même tranche d’âge devenue amie avec le jeune maître et Alice.
Amie d’enfance de Zain — pour qui elle aurait des sentiments — vivant en sa compagnie depuis la mort de ses parents, d’après elle « tués par des Humains », elle travaille avec lui dans un cirque.
De nature simple, franche, directe et honnête (sauf sur le plan amoureux), elle est ouverte d’esprit mais toutefois guère féminine et très crédule voire naïve, ne serait même « pas très futée » et ne saurait rien faire toute seule, dépendant entièrement de Zain qui a toujours veillé sur elle.
À demi Humaine par son père contrairement à son ami, ses semblables et elle seraient globalement méprisés à la fois par les Humains et les sorciers.
Elle est spécialisée dans la magie de feu et peut se transformer en chauve-souris. Zain et elle ont assorti leur tenue, habillés qu’ils sont de blanc et de bleu ciel.
Zain (ザイン) / « Monsieur l’Oiseau du cirque » (「サーカスの鳥さん」, ‘Sākasu [Circus] no tori‑san’) (surnom)
Voix japonaise : Hiroshi Kamiya (adulte) / Misato Matsuoka (ja) (enfant)
Un sorcier cornu à l’apparence de corbeau blanc anthropomorphique, de la même tranche d’âge et devenu ami avec le jeune maître et Alice.
Ami d’enfance de Caph — dont il a pris soin et qu’il essaie tant bien que mal de séduire, vivant depuis toujours en sa compagnie et dans le monde des Humains (sur volonté de ses propres parents), il travaille avec elle dans un cirque.
Il est décrit par son amie comme étant le « cerveau de leur équipe » ainsi que « celui qui s’occupe des pourparlers et autres discussions ». Pervers gentilhomme obsédé par les filles (et notamment Alice, avec qui il essaie de badiner à chaque rencontre), il demeure toutefois courtois et démontre une forte loyauté envers ses amis, surtout Caph qu’il n’hésite jamais à défendre — même contre ses propres semblables — et pour qui il est prêt à tout. Il aime également jouer des farces et s’en amuser, quitte à en subir les conséquences.
Ses pouvoirs magiques exceptionnels, qu’il déteste cependant pour des raisons personnelles liées à son passé, lui permettent de contrôler le temps et de se transformer en corbeau blanc. Caph et lui ont assorti leur tenue, habillés qu’ils sont de blanc et de bleu ciel.

#### Humains

##### Famille du jeune maître
Depuis l’apparition de sa malédiction à ses cinq ans, la famille de nobles dont le jeune maître est issu — et l’héritier légitime — vit à part de lui dans leur résidence principale. Nonobstant leurs ressemblances physiques, ils ont pour caractéristique commune de porter du rouge assorti à leurs yeux.
Viola (ヴィオラ, Viora)
Voix japonaise : Inori Minase
La petite sœur du jeune maître, benjamine de leur fratrie.
Bien qu’elle en soit interdite à cause de la malédiction, elle rend régulièrement visite à leur aîné dans le dos de sa famille : pas tant par piété sororale, qui n’est qu’un prétexte, qu’à dessein de voir Rob pour qui elle nourrit de manière flagrante des sentiments amoureux, ayant un penchant pour les hommes — beaucoup plus — âgés qu’elle. Cependant, elle apprécie tout de même son frère plus qu’elle ne l’assume, le préférant à leur cadet comme héritier de la famille, et devient amie avec sa servante Alice.
Contrairement à son aîné, elle possède une personnalité extravertie ainsi qu’une longue chevelure raide et nouée en couettes. Elle aime manger des sucreries — ainsi que les « trucs de filles » en général — et s’habiller comme elle l’entend, et se prétend experte en séduction alors qu’elle perd pourtant tous ses moyens face à Rob.
Walter (ウォルター, Worutā)
Voix japonaise : Yūma Uchida (ja)
Le petit frère du jeune maître, cadet de leur fratrie.
Il est envisagé comme « remplaçant » de son grand frère maudit en tant qu’héritier de la famille : de ce fait, il se sent inférieur par rapport à lui et veut toujours le surpasser.
Il est considéré beau garçon, toutefois son complexe de cadet ainsi que son obsession à vouloir briller plus que son aîné peuvent le rendre grotesque, pénible voire ingérable.
Gerbera (ガーベラ, Gābera)
Voix japonaise : Sayaka Ohara
La mère de famille du jeune maître.
À la suite de sa malédiction, elle exila ce dernier de leur résidence principale, lui assignant tout de même Rob afin de le servir dans son manoir. Comme son époux est gravement malade, elle est chargée des affaires courantes à sa place et — anticipant le pire — doit désigner un héritier entre leur deux fils pour lui succéder le moment venu.
Le jeune maître n’a de souvenir d’elle qu’une mère froide et insensible.

##### Autre noblesse
Philip (フィリップ, Firippu)
Voix japonaise : Yūki Ono (adulte) / Yō Taichi (ja) (enfant)
Un jeune homme de noble famille, ami d’enfance du jeune maître d’avant la malédiction.
À l’époque habitué à lui jouer des tours ou faire des farces, il fut visiblement le seul de ses amis qui continuait à le regarder de la même manière après qu’il eut été maudit : raison pour laquelle le jeune maître manifeste à la fois enthousiasme et nervosité quand il reçoit la nouvelle inattendue de sa visite prochaine à son manoir, après tant d’années de séparation.
Se présentant avec une apparence adulte et soignée, il semble avoir entretemps beaucoup gagné en maturité.
La sœur cadette de Philip (フィリップの妹, Firippu no imouto)
La petite sœur de Philip, fréquentation de Walter aperçue au bal organisé par la mère de ce dernier.
Elle démontre du caractère envers son aîné et partage avec le second fils de Gerbera (qui fait des recherches pour lever en premier la malédiction de son aîné) un intérêt pour la magie, la sorcellerie et l’occultisme en général.

##### Troupe duCircus Gemini
La troupe d’Humains du cirque dans lequel Caph et Zain travaillent depuis leurs débuts dans l’histoire. Même si les deux sorciers y cachent leurs origines, elle semble toutefois — d’après l’état d’esprit assumé de leur directeur — ouverte à tous sans distinction.
Le maître de piste (座長, zachou)
Voix japonaise : Masaaki Mizunaka (ja)
Le dirigeant de la troupe du Cirque Gemini et patron de Caph et Zain.
Bien qu’étant un Humain, il est très ouvert d’esprit et traite les autres sans discrimination, assumant accueillir dans sa troupe artistique quiconque le souhaiterait sans faire cas des origines ou antécédents.
Homme vivant à son rythme, il est présenté par les autres membres de sa troupe comme un excentrique, mais très fiable. Déjà marié avec une certaine créature dix ans auparavant, il conserve toujours son alliance autour du cou.
Hugo (ヒューゴ, Hyūgo)
Voix japonaise : Shizuka Ishigami (ja)
Un enfant des rues et prétendant de Caph.
Commettant du vol à la tire quand il l’a rencontrée, la jeune fille l’empêcha sur le fait de voler sa propre bourse mais aussi, lui sauva la vie alors qu’il faillit se tuer accidentellement en se dégageant de la prise. Caph a également convaincu par la suite le directeur du cirque de l’engager dans leur troupe : il voue dès lors un amour admiratif et franc pour la demoiselle, la courtisant sans détour et lui demandant d’attendre qu’il devienne un homme digne d’elle.
De ce fait, étant jaloux du lien qu’ils partagent il n’apprécie pas Zain, qu’il traite en rival en lui reprochant de « s’immiscer » entre Caph et lui alors qu’il ne serait « qu’un » ami d’enfance. Aidant à la technique durant les représentations de la troupe, il démontre également (en offrant une rose à sa dulcinée) des talents de prestidigitation.
Meinesz (マイネス, Mainesu)
Un membre de la troupe du Cirque Gemini.
Homme fort du groupe, il est naturellement doté d’une force énorme et aurait un passif de destruction involontaire.
Contre‐intuitivement à ce que laisserait à penser ses capacités physiques, il possède une douce personnalité.
Lucas (リュカ, Ryuka)
Une membre de la troupe du Cirque Gemini.
Professionnelle proclamée pouvant s’assumer au sein de ce groupe, elle peut changer sa personnalité en relevant ses cheveux.
Elle possède des personnalités multiples qui lui compliquaient la vie avant d’intégrer la troupe.
Peuckert (ポイカート, Poikāto) / Peu (ポイ, Poi) (diminutif)
Voix japonaise : Taishi Hamamoto
Un membre de la troupe du Cirque Gemini.
Pitre du groupe, il aurait un passif d’ancien détenu.
Visiblement le plus bavard de la troupe, il est épanoui dans son métier et considère génial de faire rire autrui.
Jesse (ジェシイ, Jeshī)
Voix japonaise : Satsumi Matsuda (ja)
Une membre de la troupe du Cirque Gemini.
Cracheuse de feu du groupe, elle a un passif de délinquante.
Sévissant auparavant en ville, elle fut cependant repérée et recrutée par le maître de piste afin qu’elle exprime son talent en interprétation scénique.

##### Humains tertiaires
Hanes (ヘインズ, Heinzu)
La tante d’Alice par sa grande sœur, Sharon.
À la disparition de cette dernière, elle recueillit sa nièce jusqu’au jour où — à son adolescence — Rob Gardner est venu la chercher pour servir avec lui le jeune maître à son manoir : ce qui semblait arranger la dame.
Même si cela reste implicite, elle semble être une affreuse femme : malgré la reconnaissance d’Alice envers sa tante pour l’avoir prise en charge, le majordome observateur devine facilement qu’elle a abusé de l’enfant.
Le fermier (農夫さん, Noufu‑san)
Un vieil agriculteur élevant des vaches laitières et rencontré à sa ferme par Sade durant sa décennie de voyage en solitaire.
Reçue temporairement chez lui, la sorcière l’aide à soigner en quelques heures un veau malade et repart après lui avoir révélé sa nature de sorcière, prévoyant de revenir le visiter une prochaine fois : ce qui amène la femme à revoir par hasard Sharon Lendrott durant un voyage en famille, la ferme étant établie dans le patelin où résidaient les Lendrott avant de rentrer au service du beau‐père de Gerbera.
Même s’il est une brave personne, le paysan semble tout de même ignorant de choses qui paraissent évidentes aux yeux de Sade. En percevant ses pensées, la sorcière sait que le vieil homme — cependant bien plus jeune que lui techniquement — n’est pas insensible à ses charmes.
La fillette à la partition (「楽譜の子」, ‘gakufu no ko’)
Une petite fille introvertie rencontrée par le jeune maître à l’occasion d’une tournée des enfants pour Halloween.
Se tenant discrètement à l’écart des autres avant d’être abordée par le jeune homme, elle se révèle bien vite être en réalité venue pour le rencontrer en qualité d’apprentie pianiste amatrice de sa musique, comme elle possède un exemplaire de son cahier de partitions qu’elle apprend à jouer : touché par la fillette, il lui propose de revenir éventuellement le voir pour lui apprendre des bases ou en cas de besoin.
Douce, prudente et adorable, elle partage avec le jeune homme sa gêne sociale ainsi que son amour du piano. Sous certains aspects, elle lui rappelle — nonobstant sa chevelure sombre — Alice lorsqu’ils étaient eux‐mêmes enfants, ayant le même âge qu’elle avait à l’époque de leur rencontre.

#### Sorciers
Les sorciers vivent cachés des Humains et en termes globalement mauvais avec eux, ceux‐ci les persécutant visiblement à l’occasion. Ils se réunissent ponctuellement dans un monde parallèle, le Monde magique, pour l’Assemblée (des Sorciers) lorsque la Lune est pleine (dans l’œuvre originale ; rouge dans l’adaptation animée). Les noms de la plupart d’entre eux sont inspirés de la guématrie.

##### Sorciers principaux
Daleth (ダレス, Daresu)
Voix japonaise : Yōko Hikasa
La cheffe de Zain et Caph s’occupant d’accueillir leurs congénères du même âge à l’Assemblée des Sorciers.
Elle semble en savoir beaucoup plus qu’elle n’en dit sur la malédiction du jeune maître, qu’elle décourage à faire lever quitte à interférer. Elle trahit également un lien avec la mère d’Alice, qu’elle confond avec sa fille lorsqu’elle la rencontre.
Elle est spécialisée dans la magie d’illusion et peut observer à distance le monde des Humains à travers les yeux des animaux. Énigmatique et sinistre, elle dissimulerait une « grande beauté » sous son déguisement de nonne blanche affublée d’un masque en tête de mort.
Amelia (アメリア, Ameria)
Voix japonaise : Reina Ueda
Une sorcière poulpoïde aux allures de corsaire envoyée à la résidence du jeune maître sur demande de Daleth, dans l’optique de favoriser un accord avec lui.
Amie de cette dernière, elle est censée vérifier en tant que spécialiste la possibilité d’annuler la malédiction du noble : au nom de cette amitié, elle a donc accepté de rejoindre le manoir en dépit des risques mortels pour elle, ne pouvant demeurer guère longtemps sur la terre ferme en tant que créature marine.
Elle est spécialisée dans la levée de malédictions et sait reproduire un faux environnement marin à l’air libre dans un large périmètre. S’identifiant comme « une pieuvre dotée de pouvoirs magiques » plutôt qu’une sorcière, elle réagit aux émotions fortes en se fondant instantanément dans son environnement. D’une personnalité sensible et très romantique, elle révèle s’être mariée dix ans auparavant avec un Humain insolite qui l’aurait sauvée de ses semblables sur un bateau avant de demander sa main (avec une alliance « pour la forme »), et qu’elle espère revoir un jour.
Tate (テト, Teto)
Voix japonaise : Rui Tanabe
Une jeune sorcière ophidienne fumeuse en petite tenue aperçue à l’Assemblée.
Compagne de Kate et subordonnée de Daleth, elle possède des sclères noires, est spécialisée dans la magie de poison et peut se transformer en serpent venimeux.
Kate (ケト, Keto)
Voix japonaise : Haruka Yamazaki (ja)
Une jeune sorcière donzelle en maillot de bain aperçue à l’Assemblée.
Compagne de Tate et subordonnée de Daleth, elle est spécialisée dans la magie des plantes et possède une plante carnivore géante.

##### Sorciers secondaires et tertiaires
Le lièvre sorcier (「野うさぎ」魔女, ‘nousagi’ majo) / « Monsieur le Lapin » (「うさぎちゃん」, ‘Usagi‑chan’) (surnom)
Un sorcier à l’apparence lagomorphe et blanc chassé par Walter dans les jardins du manoir familial.
Pour remercier Viola d’avoir préservé son identité en le protégeant de son frère, il exauce son souhait de la veille en lui donnant jusqu’à minuit une apparence adulte de vingt ans. Il réapparaît aux côtés de Daleth comme assistant.
Il est spécialisé en polymorphie et attaché à leur cheffe.
Bate (ベト, Beto)
Voix japonaise : Moe Kahara (ja)
Une jeune sorcière mentionnée (ou présente) à l’Assemblée.
Dans la version illustrée, elle est absente pour cause de rhume ; dans l’adaptation animée, elle répond à l’appel de Daleth.
L’enfant sorcier (「子供」魔女, ‘kodomo’ majo)
Voix japonaise : Asuna Tomari (ja)
Un petit sorcier à l’apparence enfantine et aux yeux amovibles (dont l’un révélé à l’intérieur d’une bouche à la dentition pointue) présent à l’Assemblée.
Pensant avoir affaire à un semblable plus âgé, il remercie poliment le jeune maître quand ce dernier ramasse sans de suite réaliser son globe oculaire roulant comme une balle perdue à ses pieds.
Le « camarade » sorcier de Zain (（ザインの）「兄弟」魔女, (Zain no) ‘kyoudai’ majo)
Voix japonaise : Hiromichi Tedzuka (ja)
Un sorcier fumant le cigare et au visage cthulhesque aperçu à l’Assemblée.
Interrogeant son camarade Zain sur le fait d’avoir « fait des enfants » avec Caph (mensonge maladroit improvisé pour justifier la présence du jeune maître et d’Alice), il commet le faux pas d’une remarque déplacée à cause des origines humaines de la sorcière : ce dont il s’excuse immédiatement auprès d’elle sur ordre de Zain, qui devenant noir l’espace d’un instant défend son amie en lui inspirant la peur (puis fait retomber lui-même la tension).

##### Sorciers exclusifs à la bande dessinée
Le père de Mari (マリのパパ, Mari no Papa) / « Papa » (「パパ」, ‘Papa’) (surnom)
Un sorcier médiocre à l’apparence de momie gentilhomme dégingandée vivant au fin fond de la forêt du Monde magique avec sa « fille » marionnette Mari. Il est également le créateur du chaudron magique ramené au manoir du jeune maître.
Apparu furtivement avec cette dernière aux Assemblées des Sorciers, il est le deutéragoniste de l’histoire parallèle de gothique horrifique Boku no Mari.
Sa compagne Tzaddi et leur véritable fille Resh ayant été toutes deux tuées par des Humains durant une chasse aux sorcières qui l’a laissée blessé sur tout le corps, et incapable de les oublier, il a créé Mari à seule fin de se donner une raison de continuer à vivre.
D’une personnalité comique, casanier traumatisé par l’extérieur et père surprotecteur dingue de Mari (qui le soumet à la maison), il tente par des bouffonneries d’inspirer à sa poupée des émotions et rappelle à l’occasion n’avoir besoin que d’elle pour son bonheur. Il peut générer des fils magiques de ses doigts et est spécialisé dans la création d’objets magiques.
Aleph (アレフ, Arefu)
Un jeune sorcier présent à l’Assemblée.
Il répond à l’appel de Daleth.
Yod (ヨド, Yodo)
Un jeune sorcier mentionné à l’Assemblée.
Il est absent pour recevoir la visite de sa grand‐mère.

##### Sorciers exclusifs à l’adaptation animée
Loyd (ロイド, Roido)
Un jeune sorcier mentionné à l’Assemblée.
Il est absent pour cause de rhume.
El (エール, Ēru)
Un jeune sorcier mentionné à l’Assemblée.
Il est absent pour recevoir la visite de sa grand‐mère.

#### École de magie
Des personnes qualifiées de « magiciens » dirigent une école de magie composée d’élèves insolites. Ils sont d’une race distincte des sorciers car étant des Humains dotés de pouvoirs magiques innés, et d’une longévité ordinaire.

##### Enseignants de l’école de magie
Trois adultes constituant le corps enseignant de l’école de magie.
Nico (ニコ, Niko)
Un magicien à l’apparence enfantine et pourvu d’un œil magique, le directeur de l’école de magie.
Dans un premier temps à la recherche de Zain avec Ichy, ils visitent ensuite le jeune maître : comme le noble, il fut maudit par une prodigieuse sorcière — qui lui donna pour sa part l’immortalité, raison pour laquelle il est seul à pouvoir le toucher sans en périr.
Compagnon et ami d’enfance de sa comparse, il possède un physique figé de petit garçon mais est réellement âgé de plus de soixante ans, et est spécialisé dans la magie spatiale.
Ichy (イチ, Ichi)
Une magicienne à lunettes fumées marchant avec une canne et fumant en permanence, la sous‐directrice de l’école de magie.
Dans un premier temps à la recherche de Zain avec Nico, ils visitent ensuite le jeune maître.
Compagne et amie d’enfance de son comparse, elle a contrairement à lui l’apparence de son âge, et est spécialisée dans la magie d’eau.
Free (フリー, Furī)
Un sorcier anciennement subordonné à leur cheffe d’époque, maintenant enseignant principal dans l’école de magie avec Nico et Ichy.
Conscient de l’âge réel de Nico, il respecte le mode de vie de ses deux comparses.
Contrairement à ce que laisserait à penser son allure grotesque, il serait un sorcier très puissant selon les dires de ses admiratrices. Son véritable nom est inconnu, sa nouvelle identité datant de l’époque où il a rejoint ses deux amis magiciens : il ressemble actuellement à un faux sosie — en petit gros adulte — de Nico, qu’il admire comme un grand frère à imiter, peut se transformer en licorne ailée pour transporter des individus par la voie des airs, et est spécialisé dans la magie de protection.

##### Élèves de l’école de magie
Quatre magiciennes orphelines, toutes retrouvées et recueillies par Nico, Ichy et Free dans leur école. Elles constituent la classe supérieure et ont pour points communs de s’autoproclamer « malades » (あたおか, ataoka, contraction argotique équivalent à « cramé de la tête » ; au sens figuré « fou, dingue, taré, psycho »), d’être toutes attirées par leur professeur principal et assorties entre elles dans leurs tenues (à l’instar d’un escadron de combat fantaisiste).
Evelyn (イヴリン, Ivurin)
L’une des magiciennes aînées, aperçues dès l’arrivée du groupe du jeune maître à l’école de magie.
Amoureuse transie de leur professeur Free, dont elle se voit déjà la future épouse, elle est prête à n’importe quelle bêtise ou ruse pour se l’accaparer. Elle assume par euphémisme auprès d’Alice que ses condisciples et elle sont « plutôt loufoques ».
D’un tempérament sanguin, elle semble en apparence la plus ordinaire de son groupe, se passionne pour les romans sentimentaux et l’écriture, qualifie — par tic de langage — affectueusement de « tarée » toute fille proche qu’elle reconnaît comme telle, et est spécialisée dans une magie d’habitation de la matière lui permettant de contrôler le corps de quelqu’un en y pénétrant (comme dans un costume).
Millie (ミリィ, Miryi)
L’une des magiciennes aînées, aperçues dès l’arrivée du groupe du jeune maître à l’école de magie.
Admiratrice de leur professeur Free, elle est la plus jeune et petite fille de la bande d’Evelyn.
D’un tempérament sadique, elle a des cornes, un corps de fillette couvert de perçages et de sutures, ainsi qu’une magie de création lui permettant de manipuler des armes lourdes et surdimensionnées pour découper la matière.
Sarah Sunroad (サラ・サンロード, Sara Sanrōdo)
L’une des magiciennes aînées, aperçues dès l’arrivée du groupe du jeune maître à l’école de magie.
Admiratrice de leur professeur Free, elle est silencieuse et taciturne, ainsi que la fille la plus calme de la bande d’Evelyn. En prenant soin de Caph après ses cours particuliers, elle devient facilement amie avec elle.
D’un tempérament avenant, elle a des cheveux blancs et noirs, la plus grosse poitrine de son groupe ainsi que la bouche masquée pour les propriétés singulières de sa salive, étant spécialisée dans une magie de soin par retour d’état à la normale.
Pfeifer (ファイファ, Faifa)
L’une des magiciennes aînées, aperçues dès l’arrivée du groupe du jeune maître à l’école de magie.
Admiratrice de leur professeur Free, elle est frivole et la plus grande de la bande d’Evelyn.
D’un tempérament puéril, elle a l’apparence et un style chinois, un air félin et un défaut de prononciation (ses « s » deviennent des « sh »), ressent du plaisir à l’idée de tailler des choses en pièces, et est spécialisée dans la magie de foudre.

#### Esprits et créatures
Des entités magiques, surnaturelles ou mythiques rencontrées pour la plupart au gré des recherches sur la malédiction du jeune maître.
Le chaudron magique (魔法の釜, mahou no kama) / « Madame le Chaudron » (「お釜ちゃん」, ‘Okama‑chan’) (surnom)
Voix japonaise : Chō (ja)
Un vieux chaudron fabriqué par un sorcier et doté d’un visage ainsi que de parole.
Acheté en ville par Alice et ramené au manoir avec son livre de recettes, il est employé à la concoction d’une potion supposée lever la malédiction du jeune maître : l’objet magique est refourgué après usage à Rob, dont l’élégance raffinée séduit immédiatement le chaudron (au détriment de sa soupirante).
Son créateur, qui visiblement pourvu d’un humour douteux, lui a créé une personnalité de jeune fille effarouchée qui fonctionne en réagissant aux allusions salaces.
McFarlane (マクファーレン, Makufāren)
Voix japonaise : Tomokazu Sugita
Le fantôme d’un compositeur hantant l’insolite cahier noir d’une partition sans titre de sa propre création, découvert par Alice dans la bibliothèque du manoir du jeune maître.
Sa légende prêtant audit cahier des propriétés surnaturelles pouvant purifier les malédictions pour qui parviendrait à exécuter parfaitement l’œuvre musicale, son auteur apparaît au jeune maître pour tenter de perturber sa représentation au piano : le noble réalisant malgré tout la tâche, voit en réalité le fantôme lui‐même libéré de son sort et disparaître en félicitant son interprétation.
Contrairement à ce que laisserait supposer les apparences, il se révèle comme un homme sans manières et crâneur, malicieux et obsédé des filles.
La mystérieuse fille (謎の少女, nazo no shoujo)
Voix japonaise : Yukari Tamura
L’étrange génie ou esprit d’une jeune fille blonde à robe bleue habitant un vieil ouvrage enchanté (ALICE) découvert dans la bibliothèque du manoir du jeune maître.
Proposant à ce dernier et sa servante de réaliser un souhait contre un service, elle les projette tous deux par le rêve dans l’univers de son livre : cependant irritée par ces tourtereaux oubliant leur but initial pour flâner, elle s’en retourne finalement d’où elle est venue en signifiant au noble de ne plus l’invoquer.
Contrairement à ce que laisserait supposer les apparences, elle trahit un mauvais caractère et une certaine grossièreté. Le personnage est une flagrante allusion à la figure titre du plus célèbre ouvrage de Lewis Carroll.
Le Petit Chaperon rouge (赤ずきん（ちゃん）, Akazukin[‐chan])
L’étrange génie ou esprit d’une fillette capée de rouge rencontrée dans l’univers d’un vieil ouvrage enchanté (Le Petit Chaperon rouge) découvert dans la bibliothèque du manoir du jeune maître.
À l’instar de la mystérieuse fille avant elle (ce que souligne ce dernier), elle propose au noble et à sa servante de réaliser un souhait contre un service : récupérant finalement le loup (régressé en louveteau) pour en prendre soin, elle renvoie les deux visiteurs d’où ils viennent.
Contrairement à ce que laisserait supposer les apparences, elle trahit une certaine perversion de l’esprit et du sadisme. Le personnage est explicitement assumé comme la figure titre du véritable contre.
Le loup (狼, Ōkami) / Takashi (たかし) (nom réel)
Un loup anthropomorphique rencontré dans l’univers de l’ouvrage enchanté Le Petit Chaperon rouge découvert dans la bibliothèque du manoir du jeune maître.
Feignant de dormir dans une cabane en bois déguisé en Mère‐Grand, il est visité par ce dernier et sa servante sur demande du Petit Chaperon rouge pour l’en débarrasser : régressant en louveteau inoffensif à la vue d’Alice (sur qui il projette sa propre mère), il est récupéré et pris en charge par la fillette encapuchonnée. À la fin de cette version modifiée de leur histoire, il est devenu ami avec elle ; dans celle revisitée du Monde magique (mentionnée dans l’histoire parallèle Boku no Mari), il est au contraire « dévoré » par le Petit Chaperon rouge, qui devient la dirigeante des monstres.
Contrairement à ce que laisserait supposer les apparences, il se révèle être en vérité un loup esseulé. Le personnage est explicitement assumé comme la figure antagoniste du véritable conte.
La mariée fantôme (幽霊（の花嫁）, yūrei [no hanayome])
Voix japonaise : Chinatsu Akasaki
Le fantôme d’une jeune mariée en peine apparaissant au manoir du jeune maître.
Attirée en ces lieux, elle se tua malencontreusement dans des circonstances pathétiques et pour une raison absurde, l’alliance offerte par son promis n’étant pas à sa taille : après un incident passager où elle possède Alice, elle monte au ciel en léguant son bouquet à la servante.
Futile et excessivement exigeante de son vivant, elle réalise finalement le ridicule de son attitude puis assume attendre patiemment pour être réunie avec son bien‐aimé à sa propre mort, et lui demander pardon d’avoir provoqué leur séparation précoce.
Le frère cadet et le frère aîné querelleurs (（喧嘩の）兄と弟, [kenka no] ani to otouto)
Deux frères jumeaux habitant une maison de l’étrange dans le Monde magique, rencontrés par Walter et Alice durant une Assemblée.
L’aîné ayant arraché à la servante son précieux pendentif — contenant la photographie de sa mère — pour se réfugier dans leur demeure, il y est cependant débusqué tandis qu’il se jouait d’eux avec son frère cadet : le noble arrivant à se rallier ce dernier (lui aussi visiblement mésestimé en tant que second enfant), il se querelle avec lui après qu’il se soit retourné en lui prenant l’objet, pour le rendre à sa propriétaire. Ils sont ensuite ponctuellement revus dans l’entourage de Daleth.
Ayant des physionomies similaires de têtes d’œuf réduites, leur seule distinction est la qualité de leur tenue respective (celle du cadet est plus usée que celle de l’aîné). Le plus âgé démontre — au détriment de Walter — une capacité à lire les angoisses ou faiblesses chez ceux à qui il fait face. Le duo est une flagrante allusion à une autre fratrie fictive créée par John Byrom.
Le génie de la lampe (ランプの魔人, Ranpu [Lamp] no majin)
Un génie habitant une lampe offerte à Alice par Zain.
Invité par sa servante, le jeune maître le fait apparaître en frottant son support : il propose alors trois vœux à exaucer. Ne pouvant cependant le débarrasser de sa malédiction qu’au détriment d’une autre personne par report, le scrupuleux noble s’en abstient et le renvoie.
N’ayant pas de véritable forme, il prend arbitrairement celle d’Alice — habillée à la moyen‐orientale — quand il est invoqué. Il renvoie au personnage homonyme du célèbre conte perse.
Les « autres » (「分身達」, ‘Bunshin‑tachi’)
Quatre globes oculaires vivants (en) et rampants, extensions de Sade apparues dans les parages du groupe du jeune maître.
Dû à la première rencontre de ce dernier, Alice et Zain (accompagnés de Daleth) avec la sorcière en voyageant dans le passé, la maudisseuse a modifié le destin de Sharon en usant à sa propre époque, de son corps endormi comme réceptacle de ses progénitures pour pouvoir — en la réveillant à la leur — les atteindre à travers elles, la mère d’Alice les libérant à son insu dans la nature :
- Un dans le Monde magique, apparu à la plage privée de Daleth : piégeant la cheffe actuelle des sorciers en l’attaquant sous l’océan, il est cependant vaincu par elle grâce à une illusion ;
- un au manoir secondaire, trouvé et récupéré par Rob — qui sous hypnose le baptise « Rob no 2 » (「ロブ２号」, ‘Robu 2‑gou’) et souhaite en faire un animal de compagnie : attaquant à sa sortie de cage en rebondissant partout, il est incidemment vaincu en percutant accidentellement le jeune maître entré dans la pièce ;
- un en ville, apparu près du Cirque des Gémeaux : tombant sur Caph et l’affrontant dans l’arène du cirque, qui est inconsciemment endommagée, il est cependant vaincu par Zain — qui rattrape les dégâts avec ses pouvoirs temporels ;
- un au manoir principal, apparu dans les couloirs : se présentant face à Walter, il est affronté en duel et vaincu par ce dernier avec sa rapière magique — reçue à l’école de magie.

Ils peuvent matérialiser une entité corporelle en flottant à travers une silhouette de Sade : ainsi, ils lui servent de doubles de substitution à travers le temps et l’espace.
La sirène (人魚, Ningyo)
Une créature marine rencontrée avec ses congénères par Daleth et Amelia au fond des océans, dans les rues animées de l’Atlantide.
La cheffe des sorciers ayant besoin d’une écaille de ses semblables, elle fait l’objet d’un bras de fer entre la bipède et son amie poulpoïde.
Spectatrice de paris et compétitions de rue à l’apparence apprêtée et voyante, elle est énergique et paraît contribuer à l’animation ambiente. Elle apprend durant un bref quiproquo avoir un compagnon, ce qui semble décevoir un participant masculin.
L’araignée (蜘蛛, Kumo) / « Monsieur l’araignée » (「蜘蛛さん」, ‘Kumo‑san’) (surnom)
Une créature enfantine du Monde magique apparaissant au jeune maître et à son cadet pour les narguer.
Elle se révèle comme la responsable du vol de l’alliance du premier fils, commise car elle en veut aux Humains.
Manifestant de prime abord une détestation pour ces derniers, elle se révèle surtout très influençable.

##### Esprits et créatures exclusifs à la bande dessinée
Mari (マリ, Mari) / « Marionnette » (「糸繰り人形」, ‘itokuri ningyou / Marionetto [Marionette]’) (surnom)
Une marionnette animée à l’apparence de nymphette gothique flegmatique vivant au fin fond de la forêt du Monde magique avec son père et créateur.
Apparue furtivement avec ce dernier aux Assemblées des Sorciers, elle est la deutéragoniste de l’histoire parallèle de gothique horrifique Boku no Mari.
Elle fut façonnée à l’image de la fille de son créateur. Par sa nature de poupée reliée à lui par des fils magiques, elle ne peut trop s’en éloigner au risque de tomber définitivement en morceaux. Carencée en émotions, elle a l’expression habituellement figée et domine ce dernier à la maison, mais lui est si attachée qu’elle a pour idée fixe de constamment rechercher une compagne pour lui.
Medumi (メデュ美, Medyumi)
Une « Enfant de Méduse » craintive vivant seule dans une maison isolée de la forêt du Monde magique. Elle est exclusive à l’histoire parallèle Boku no Mari.
Rencontrée en expédition par Mari qui s’éloignait de l’Assemblée des Sorciers, elle est livrée à elle‐même depuis bébé dans la maison familiale avec les corps de ses parents, qu’elle a pétrifiés quand ses pouvoirs se sont éveillés. Elle devient l’amie et bras droit de la marionnette magique dans sa recherche habituelle d’une compagne pour son père. Après une péripétie, elle intègre leur petite famille en qualité de seconde fille.
Elle possède comme la créature mythologique le pouvoir de transformer en pierre les êtres de chair d’un regard. Elle a nommée les serpents constituant sa chevelure — par exemple Alex (アレックス, Arekkusu), Misha (ミーシャ, Mīsha), Barbara (バーバラ, Bābara), Rex (レックス, Rekkusu), Joggi (ジョギー, Jogī) ou encore Royce (ロイズ, Roizu), qui encadrent son visage.
La « belle dame » (美人, Bijin) / la « Mère absolue » (「絶対ママ」, ‘zettai Mama’) (surnom)
Une manifestation de dame fantomatique flottant dans la forêt, aperçue par Mari et Medumi.
La marionnette, qui voit en elle une compagne idéale pour son père, la poursuit avec sa nouvelle amie à sa suite : se rappelant toutefois d’un avertissement adressé par son créateur, elle réalise un peu tard que la dame est en vérité une manifestation de la Forêt de la tentation servant de leurre à ses victimes.
Elle ressemble à une espèce de dame blanche sans mains, pieds ni visage (hormis un sourire d’ange), pourvue d’une longue chevelure et à la silhouette grâcieuse. Douée de parole, elle attire les futures victimes dans son sillage, et n’hésite aucunement à les inviter à revenir si elles s’échappent.

### Autres
Sharon Lendrott (シャロン・レンドロット, Sharon Rendorotto)
Voix japonaise : Kikuko Inoue
La mère disparue d’Alice, ancienne servante principale de la famille du jeune maître.
Sa fille, qui l’admirait, lui ressemble tellement que ceux l’ayant connue peuvent les confondre. Malgré une vie difficile, elle demeurait innocente, énergique, davantage avenante que sa fille, et était fortement appréciée par tout son entourage, Sharon étant notamment une amie du même âge et très proche de Gerbera : dépeinte par cette dernière comme « solaire et toujours de bonne humeur » auprès de son propre fils, sa disparition tragique eut — d’après l’une des servantes de la résidence principale à Alice — un effet meurtrissant et dévastateur sur la personnalité de la noble.
Sade (シャーデー, Shādē)
Voix japonaise : Yūko Kaida
Une puissante sorcière présumée morte avant le début de l’histoire, ancienne cheffe de leurs congénères avant Daleth.
Elle est révélée comme la jumelle aînée de cette dernière, ainsi que la sorcière responsable de la malédiction du jeune maître.

### Animaux
Le chat noir (黒猫, kuro neko) / « Monsieur le Chat » (「猫さん」, ‘Neko‑san’) (surnom)
Voix japonaise : Inori Minase
Un chat haret noir rencontré par le jeune maître à l’intérieur de son manoir.
Nourri et laissé à vivre aux alentours de la demeure, il a une compagne avec qui ils ont fait une portée.
Même s’il craint de le tuer accidentellement à cause de son imprévisibilité toute animale, le noble le prend en affection en découvrant avec Alice un message accroché à son collier révélant qu’il a été abandonné par son maître.
Le lion (ライオン, Raion [Lion])
Un fauve coiffé d’un ruban noué, nouvellement intégré au Cirque des Gémeaux après le succès du « Grand Cirque ».
Jovial, il se montre affectueux — à sa manière — avec Caph.
Le mégalodon (メガロドン, Megarodon [Megalodon]) / l’« Énorme requin disparu » (「絶滅した超巨大ザメ」, ‘Zetsumetsu shita choukyodai zame’) (surnom)
Un membre bien vivant d’une espèce de requin géant considérée éteinte (dans le monde des Humains) habitant dans les océans du Monde magique.
Son aileron apparaissant devant le rivage à la plage privée de Daleth, il tente de happer Kate et Tate qui jouaient dans l’eau : il est cependant repéré, maté sans difficulté puis paisiblement escorté à son habitat par la cheffe des sorciers.
En dehors de son caractère mythique et prédateur, son gabarit ainsi qu’une compréhension plus développée pouvant le rendre amical, il passe pour être un requin ordinaire.
Le bétail de la ferme (牧場の牛, bokujou no ushi)
Des vaches laitières et leurs veaux d’un paysan tenant une ferme laitière dans le patelin natal d’Alice.
L’un de ses veaux, malade, est soigné par une belle dame durant une première visite : celle‐ci les visite de nouveau à l’occasion.
En dehors de l’attention qu’ils suscitent à cette dernière, ils ne sont guère différents d’autres bovins.

### Arlésiennes
Victor (ヴィクトル, Vikutoru)
Le grand-père paternel du jeune maître et de sa fratrie, décédé quand il était jeune et mentionné dans plusieurs conversations, ou apparu dans certains souvenirs.
Il apparaît rajeuni au manoir le temps d’une nuit en tant que fantôme auprès de son petit‐fils et d’Alice, à la suite de son épouse Liz.
Chef de famille charismatique de son vivant, et modèle du jeune maître chez qui il a encouragé le talent au piano, il aurait permis à Rob de rentrer au service de sa famille comme majordome, et eut des liens étroits avec sa femme de chambre, Sharon Lendrott. Comme son petit-fils après lui, il arborait habituellement un haut-de-forme.
Liz (リズ, Rizu) / « Liz la Rieuse » (「笑い上戸のリズ」, ‘warai jougo no Rizu [Liz]’) (surnom)
La grand-mère paternelle du jeune maître et de sa fratrie, épouse de Victor décédée (jeune dans un accident de diligence, selon Viola) avant le début de l’histoire.
Elle apparaît une nuit au manoir auprès d’Alice, comme une jeune visiteuse inconnue devançant son époux : après avoir fait le tour des lieux et revu un Rob vieilli (et endormi à ce moment sur son siège en tenant sa boîte à musique), elle révèle sa nature de fantôme lorsqu’elles retrouvent le jeune maître, assumant s’être amusée de la situation.
Déjà connue de son vivant comme une femme adorant faire des plaisanteries pour en rire, elle est toutefois une aïeule soucieuse de sa famille ainsi que de son entourage. Rob, qui a hérité de sa précieuse boîte à musique, révèle à sa petite‐fille que c’est en vérité grâce à elle qu’il a été engagé par Victor comme majordome. Son premier petit‐fils lui trouve, par sa personnalité éclatante et adorable, des similarités avec la mère d’Alice.
Le père du jeune maître (坊ちゃんの父, Botchan no chichi)
Vaguement mentionné, le père de la fratrie du jeune maître est techniquement le chef de famille actuel bien que, sa santé déclinant, c’est son épouse qui est chargée de facto de ce rôle.
Ses jours semblant comptés d’après cette dernière, qui ne le voit pas survivre jusqu’au printemps à venir, la question de sa succession se fait de plus en plus pressante.
Les parents de Caph (カフの親達, Kafu no oya‑tachi)
Mentionnés, les parents de Caph, un père humain et une sorcière, sont décédés avant le début de l’histoire.
Ils furent tués par des Humains durant une chasse aux sorcières, laissant leur fille semi‐humaine et orpheline entre les mains de son jeune ami Zain.
Les parents de Zain (ザインの親, Zain no oya)
Vaguement mentionnés, les parents sorciers de Zain ont envoyé leur fils dans le monde des Humains avant le début de l’histoire.
Ayant conscience de la convoitise que représenteraient les pouvoirs prodigieux de leur enfant auprès de leurs congénères, ils le firent vivre chez les Humains pour sa propre sécurité : ce qui amena à sa rencontre avec Caph. Ils furent visiblement tués avec les parents de cette dernière.
Le père d’Alice (アリスのお父さん, Arisu no otousan)
Vaguement mentionné, le père d’Alice vit quelque part dans le monde selon sa mère.
Sharon avouant à sa fille qu’elle n’avait pas de jugeotte concernant les hommes quand elle l’entretient qur la question, elle lui révèle qu’il les a abandonnées pour une autre femme quand Alice était encore un bébé.
Les parents de Gerbera (ガーベラの両親, Gābera no ryoushin)
Les grands‐parents maternels du jeune maître et de sa fratrie sont vaguement mentionnés à travers les souvenirs de leur fille.
Selon elle très stricts, ils régirent sa vie jusqu’à l’empêcher de se sociabiliser en se faisant des amis, et lui choisirent son futur époux.
Le précédent chef et la reine des sorciers (先代ボスと女王, sendai Bosu [Boss] to jōu)
Mentionnés puis révélés à travers leurs souvenirs, les parents de Sade et Daleth, dirigeants des sorciers avant elles, sont décédés avant le début de l’histoire.
Désirant une seule héritière, le père éduqua différemment les jumelles (l’aînée comme prodige, la cadette comme enfant non désirée), mais finit toutefois par craindre l’ampleur des capacités de Sade et intervertir leurs rôles avec Daleth : il fut finalement défait avec le reste de leur famille par la première fille, qui usurpa son trône.
Les jumelles ont hérité de leur mère son physique avantageux et du père, un sorcier cornu à l’apparence de cervidé noir anthropomorphique, leurs tenues caractéristiques de nonnes blanches, seuls legs de sa part ressemblant à celle moins chaste de sa compagne.
La fille de la famille Bailey (ベイリー家のお嬢様, Beirī [Bailey]‑ke no ojōsama)
Une jeune noble mentionnée par Gerbera auprès de Walter.
La matriarche cherchant à présenter un bon parti à son second enfant, tente de lui vendre la demoiselle en la décrivant comme « charmante et mignonne ».
La fille de la famille Hergott (ハーゴット家のお嬢様, Hāgotto [Hergott]‑ke no ojōsama)
Une jeune noble mentionnée par Gerbera auprès de Walter.
La matriarche cherchant à présenter un bon parti à son second enfant, tente de lui vendre la demoiselle en la décrivant comme « gentille et sage ».
L’araignée géante (大蜘蛛, Ōkumo)
Une créature du Monde magique mentionnée à plusieurs reprises.
Elle serait au centre d’un événement social ponctuellement organisé pour les enfants sorciers, l’« Expérience d’enroulement dans le fil de l’araignée géante ».

#### Arlésiennes exclusives à la bande dessinée
Tzaddi (ツァディ, Tsadi)
La compagne du père de Mari, une sorcière décédée avant le début de l’histoire.
Sa fille et elle furent tuées dans la chasse aux sorcières qui laissa son compagnon mutilé.
Les préférences en matière de femmes assumées par ce dernier auprès de sa marionnette viennent d’elle.
Resh (レシュ, Reshu)
La fille du père de Mari, une sorcière décédée avant le début de l’histoire.
Sa mère et elle furent tuées dans une chasse aux sorcières qui laissa son père mutilé.
Elle servit de modèle à ce dernier pour créer sa marionnette magique.
Les parents de Medumi (メデュ美の父さんと母さん, Medyumi no tōsan to kāsan)
Le père et la mère de Medumi sont des statues de pierre figées dans leur propre maison, isolée dans la forêt du Monde magique. Ils sont exclusifs à l’histoire parallèle Boku no Mari.
Révélés quand leur fille fait la connaissance de Mari en l’accueillant chez eux durant une Assemblée des Sorciers, ils furent accidentellement pétrifiés d’un regard par Medumi quand, en bas âge, ses pouvoirs se sont éveillés.
En qualité d’« Enfants de Méduse », ils possédaient comme leur fille des serpents en guise de chevelure.

### Personnages exclusifs àGoshujin‑sama, kaette konai yo!!
Le comte Dracula (ドラキュラ伯爵, Dorakyura hakushaku) / « Le Maître » (「ご主人様」, ‘Goshujin‑sama’) (surnom)
Un seigneur vampire du Monde magique, et le maître des quatre sœurs. Exaspéré par ses servantes, il s’est absenté de son château pour une durée indéterminée en leur laissant un mot.
Calendula (カレンデュラ, Karendyura) / Calen (カレン, Karen) (diminutif)
La première des quatre sœurs vampires servant le maître. Elle est la plus portée sur les sous-entendus graveleux et veut travailler le moins possible. Sa couleur associée est le jaune.
Dia (ダイヤ, Daiya)
La deuxième des quatre sœurs vampires servant le maître. Elle est notablement plus petite et moins pourvue que ses sœurs, ce qui peut expliquer son caractère irascible et sa langue acerbe. Elle change de culotte chaque fois que ses sœurs font une remarque sur les motifs dont elles sont ornées. Sa couleur associée est le bleu.
Rose (ローズ, Rōzu)
La troisième des quatre sœurs vampires servant le maître. Elle est impulsive et portée sur les farces, mais sait se montrer brutale pour protéger son maître. Sa couleur associée est le rouge.
Chrom (クロム, Kuromu)
La quatrième des quatre sœurs vampires servant le maître. Fille à lunettes maladroite et qui pleure pour un rien, elle est également la plus grande des quatre. Sa couleur associée est le vert.
Le loup‐garou (狼男さん, Ookamiotoko‑san)
L’antagoniste de l’histoire, un lycanthrope gigantesque, balafré et en costume, se présentant au château pour en prendre possession en l’absence du maître. Il force l’entrée, maltraite le mobilier et méprise les quatre sœurs. C’est Rose qui parvient finalement à le vaincre, le transformant en serviteur.
Le serviteur (眷属くん, Kenzoku‑kun)
Un rongeur à trois yeux que Calendula transforme en serviteur pour qu’il fasse les tâches ménagères à sa place.
L’araignée de passage (通りすがりの虫さん, Toorisugari no mushi‑san)
Une araignée de passage qui se contente de commenter le comportement discutable des quatre sœurs.

## Lieux

### Monde des Humains
Le monde des Humains (世界, sekai) est celui où vivent les protagonistes ainsi que leur entourage proche.
La forêt (森, mori)
Le milieu forestier bordant le domaine du jeune maître.
Comme il est dense et s’étend à l’écart de la ville, pratiquement personne ne s’y aventure.
Le manoir (secondaire) (別邸, betsutei)
La résidence du jeune maître, lieu central de l’intrigue.
Un manoir secondaire appartenant à sa famille, qui l’y a relégué avec Rob à la suite de sa malédiction : une décennie plus tard Alice Lendrott, retrouvée par le majordome pour la recruter, y a également emménagé comme servante.
Autrefois résidence principale de la famille, l’édifice central est spacieux et contient de nombreuses salles, dont certaines délaissées (par exemple, la salle de bal avec balcon ou encore, une terrasse) ou à l’utilité parfois discutable (comme une salle tout en or ou encore, une autre contenant uniquement une statue).
Le domaine comprend des jardins entourant le manoir, accueillant un kiosque et dans lequel poussent de nombreuses roses, ainsi qu’une petite dépendance (un ancien cabanon de rangement exigu), reconvertie selon son choix en chambrée par Alice — qui ne souhaite pas s’installer dans le bâtiment principal.
Le lac (湖, mizūmi)
Une étendue d’eau séparée à distance respectable du domaine du jeune maître par la forêt.
Le lieu permet diverses possibiltés de loisir selon les saisons : par temps clément, il offre un cadre romantique pour pique‐niquer, oberver les étoiles ou encore, faire un tour en barque ; et lorsqu’il gèle en hiver, demeure assez solide pour permettre de patiner ou pêcher dessus.
La bourgade (街, machi)
La ville la plus proche, où résident la majorité des personnages secondaires humains.
Elle se situe à bonne distance du manoir du jeune maître, et séparée par une grande forêt.
Son toponyme n’est pas connu. Une mascarade locale y est organisée pour célébrer une légende populaire.
Le manoir principal (本邸, hontei)
La résidence principale — autrefois secondaire — de la famille du jeune maître, qui y vivait durant ses cinq premières années de vie (précédant sa malédiction) avec Alice, la mère disparue de cette dernière, Rob et eux.
Y résident actuellement ses père, mère, cadet ainsi que benjamine avec tout le reste de la domesticité.
Le jeune maître en garde peu de souvenirs, si ce n’est qu’il le pensait plus grand avec ses yeux d’enfant. Le jardin accueille une stèle funéraire à croix celtique, devant laquelle le jeune maître fut maudit en cherchant un trèfle à quatre feuilles.
Le Cirque des Gémeaux (「Circus Gemini」 / ジェミニ座, Jemini [Gemini]‑za)
Un cirque de la bourgade dans lequel Caph travaille avec Zain comme membres de sa troupe.
Tenu par son maître de piste, il était au bord de la fermeture avant l’intégration des deux sorciers.
Comme il est modeste et peu connu, il s’est installé en sous‐sol dans une arène clandestine reconvertie en chapiteau.
Le débit de boissons (「BAR」 / 「Bar」)
Un discret débit de boissons régulièrement fréquenté par le maître de piste et sa troupe.
Il permet à un groupe de s’installer confortablement avec un petit salon aménagé.
Le parc zoologique (「ZOO」 / 動物園, doubutsuen)
Un parc très fréquenté visité par Caph, Zain et Hugo.
Récemment ouvert à son apparition, il possède des infrastructures neuves et accueille une grande variété d’animaux.
Le nouveau foyer de Caph et Zain (カフとザインの新居, Kafu [Caph] to Zain no shinkyo)
La résidence où emménagent les deux sorciers.
Le maître de piste ayant une connaissance possédant un appartement vacant à louer dans la bourgade, il les lui recommande.
Incluant lit double, salon et cuisine, il se situe — pour des raisons pratiques — à proximité du Cirque des Gémeaux.
L’océan (海, umi)
Le milieu marin dont est originaire l’une des sorcières principales.
Son rivage n’est guère loin de la bourgade, et se trouve à marche plus longue du manoir.
Les grands fonds océaniques (深海, shinkai)
L’endroit où réside Amelia.
Sa demeure, ouverte sur l’océan et la faune abyssale, consiste en une huître perlière géante lui servant de literie.
Le sanctuaire sous‐marin de l’Atlantide (棲む海底神殿, sumu [kaitei shinden/Atorantisu (Atlantis)])
La résidence des sirènes et autres chimères marines.
Située dans les profondeurs des océans, elle est structurée en cité subaquatique.
L’île déserte (無人鳥, mujintou)
Une île tropicale sur laquelle Zain envoie temporairement le jeune maître (et Alice) avec Walter pour une robinsonnade.
Isolée de tout, elle est inhabitée en dehors de la faune locale et sa localisation, inconnue.
La campagne (田舎, inaka)
Le milieu champêtre dont est originaire Alice.
Loin des villes, il offre un cadre bucolique.
Le patelin (故郷, kokyou)
La région natale où enfant, Alice résidait avec sa mère Sharon avant d’être engagée comme servante de la famille du jeune maître, et n’emménage avec sa fille au manoir principal.
Le lieu de leur ancienne cabane, qui fut détruite dans la décennie après leur départ selon la mère Lendrott, est orné de champs de fleurs variés et se situe aux alentours d’une ferme.
La ferme (牧場, bokujou)
Une ferme située au milieu de nulle part dans le patelin natal d’Alice.
Tenue par un brave paysan tourné vers l’élevage laitier, son bétail comprend essentiellement des vaches laitières et leurs veaux.
Autres
Le village des Magiciens (魔術師の集落, Majutsu‑shi no shūraku)
Le lieu de résidence des Magiciens, qui vivent en petite communauté, et donc le village natal de Nico et d’Ichy.
Ressemblant à un village japonais traditionnel et retiré de la civilisation humaine, il n’est pas localisé.
L’école de magie (魔術師学校, majutsu gakkou)
Un lieu d’enseignement de la magie fondé par Nico, Ichy et Free (qui en consituent le personnel scolaire), ainsi que le lieu de résidence par défaut des filles de la classe supérieure.
Le rejoindre par la voie terrestre nécessite de connaître sa localisation, un long trajet en locomotive puis une marche d’au moins deux heures dans la neige depuis la station la plus proche.
Ressemblant à un château fortifié, il est caché par une forêt au milieu de nulle part et pourvu de bains thermaux à l’air libre : mais également en tant qu’école, d’une bibliothèque et d’une cantine, de salles de classe et d’entraînement ainsi que de dortoirs et de vestiaires.

### Monde magique
Le Monde magique (魔界, Makai), aussi appelé le « Monde des sorciers » (「SPOOKY WITCH WORLD」, litt. le « Monde sinistre des sorciers »), est un monde parallèle d’épouvante dans lequel les sorciers vivent avec d’autres créatures magiques, mythiques ou fantastiques.
Son accès peut se faire à travers un portail magique, ouvert par ceux disposant de pouvoirs magiques ou grâce à un objet imprégné de magie.
Sa lune — qui possède un visage horriblement défiguré — annonce les alternances entre matin et soir, ses maisons et autres bâtiments sont biscornus, son sol aride, et il y règne un crépuscule permanent.
La forêt du Monde magique (魔界の森, Makai no mori)
Un vaste environnement du Monde magique.
Elle est peuplée d’arbres morts ainsi que d’une faune monstrueuse, et est relativement dangereuse.
Le cimetière (墓地, bochi)
Le lieu habituel pour la tenue de l’Assemblée [des Sorciers] (（魔女の）集会, [majo no] shūkai/Sabato [Sabbath]).
Espace ouvert accueillant des tombes et entouré par la forêt, il est à distance raisonnable de l’église de Daleth.
L’église (教会, kyoukai)
L’endroit où réside Daleth, qui y accueille un cercueil.
De style occidental et moderne, elle ressemble (nonobstant les deux gargouilles de pierre encadrant son entrée ainsi que son souterrain contenant une salle de torture) à une église ordinaire. Elle est établie non loin de la maison des frères querelleurs.
La maison des frères querelleurs (「喧嘩の兄弟」のお家 / 家, ‘Kenka no kyoudai’ no [o‑uchi / ie])
La demeure des frères querelleurs.
Elle est visitée par Walter et Alice.
Maison de l’étrange, c’est un taudis aux perspectives aberrantes établie non loin de l’église de Daleth.
L’océan du Monde magique (魔界の海, Makai no umi)
La partie océanique du Monde magique.
Peu révélée dans l’histoire, elle abrite une faune à l’image de cette dernière et, notamment, une créature disparue dans le monde des Humains.
La plage privée (プライベートビーチ, Puraibēto Bīchi [Private Beach])
Une plage du Monde magique donnant directement sur l’océan et à l’accès restreint.
Semblant réservée au dirigeant des sorciers, elle n’est donc utilisée que par Daleth et son entourage pour s’y détendre.
Autres
L’hôtel (「HOTEL」)
Un établissement où travaillent Kate et Tate.
Le jeune maître et Alice y dorment pour une nuit.
De style fantastique, son architecture est disproportionnée et la décoration de ses chambres, sinistrement horrifique (tel le message « À L’AIDE » écrit au sang dans la salle de douche de la chambre des protagonistes). Selon la seconde sorcière, l’établissement possède une suite en terrasse.
Le musée d’art (美術館, bijutsukan)
Un lieu visité par le jeune maître, Alice, Daleth et Walter.
Hormis son caractère lugubre, il ressemble à n’importe quel musée d’art.
La salle d’orchestre (オーケストラ, Ōkesutora [Orchestra])
Le jeune maître y assiste à la représentation d’un orchestre de chambre avec Alice, Daleth et Walter.
Elle consiste en un bâtiment en forme de citrouille d’Halloween illuminée (par un énorme lustre) et accueillant une salle de concert opératique avec sièges.
Le château de Dracula (ドラキュラ城, Dorakyura [Dracula]‑jou)
La résidence d’un seigneur vampire et de ses quatre servantes se dressant dans le paysage du Monde magique.
Il est le lieu d’intrigue unique de l’histoire parallèle de comédie vampirique Goshujin-sama, kaette konai yo !!.
Sombre château fort de style transylvanien et archétypal, il ressemble en tout point au lieu fictif du même nom créé par Bram Stoker.
Exclusifs à Boku no Mari
Des lieux uniquement aperçus dans l’histoire parallèle de gothique horrifique.
La maison du père de Mari (パパとマリの家, Papa to Mari no ya)
Une maison isolée au fin fond de la forêt du Monde magique, demeure d’un sorcier excentrique et de sa marionnette vivante.
Il est le lieu central de l’intrigue.
Maison en bois délabrée pourvue d’une cheminée et encadrée d’un espace clôturé comprenant un potager de citrouilles, la demeure est entourée par la forêt et non loin d’un marais anthropophage.
La maison de Medumi (メデュ美の家, Medyumi no ie)
La résidence familiale d’une petite « Enfant de Méduse », maison isolée de la forêt du Monde magique située à portée du cimetière où se tiennent les Assemblées.
Maison en pierre semblant de l’extérieur abandonnée, elle a pour particularité architecturale un énorme serpent ornemental entortillé autour de l’édifice.
La Forêt de la tentation (誘いの森, izanai no mori)
Une part dangereuse de la forêt du Monde magique.
Il est révélé dans l’histoire parallèle que ladite forêt elle‐même est, en dépit des apparences, une entité vivante : cette part de la forêt, prédatrice, attire des créatures organiques jusqu’à les faire tomber dans son « estomac » pour se repaître de leurs chair et sang.
Elle se manifeste à Mari et Medumi sous les traits d’une sinistre dame blanche.
L’« estomac » de la forêt (森の「胃の部分」, mori no ‘i no bubun’)
Une immense fosse commune naturelle de la Forêt de la tentation.
Fonctionnant comme un estomac pour ladite forêt, elle attire des créatures organiques jusqu’à les y faire tomber pour se nourrir d’eux en les « digérant ».
Assez profonde pour empêcher une créature ordinaire d’en ressortir, toute matière organique y est assez rapidement dissoute par le suc qui en émane : elle est remplie de ce qu’il reste de ses anciennes victimes, devenues des squelettes morts‐vivants tentant d’y entraîner les nouvelles en les agrippant.

## Production et supports

### Manga
Le manga est écrit et illustré par Koharu Inoue. Sa prépublication débute en ligne le 3 octobre 2017 dans le magazine Sunday Webry de la Shōgakukan. En 2018, l'éditeur recueille les chapitres pour en faire des volumes reliés (tankōbon). Le dernier est sorti le 12 juillet 2022.

#### Le maître ne revient pas!!
Une histoire parallèle en un seul chapitre, intitulée Le maître ne revient pas !! (主人様、帰ってこないよ！！, Goshujin-sama, kaette konai yo !!) est publiée le 1er octobre 2019 sur le site Internet de Sunday Webry.
Quatre sœurs vampires au service de Dracula ont été abandonnées par leur maître à cause de leur comportement. Elles tentent de s’améliorer mais sans grand succès. Un loup-garou s’introduit dans le château pour en prendre possession et c’est aux sœurs vampires qu’il incombe de le défendre.

### Adaptation animée
Le 2 février 2021, le studio d’animation J. C. Staff annonce une adaptation du manga en série télévisée d’animation bénéficiant d’une animation en 3D réalisée par Yoshinobu Yamakawa. Hideki Shirane supervise le script de la série, tandis que Michiru Kuwabata est aux commandes du design des personnages, avec enfin Gen Okuda et Takeshi Watanabe qui composeront la musique, licenciée à la NBCUniversal Entertainment.
Funimation diffuse la série pour son public anglophone, tandis que Wakanim la diffuse en Europe.

#### Liste des épisodes

##### Saison 1
The Duke of Death and His Maid (死神坊ちゃんと黒メイド, Shinigami bocchan to kuro meido)
| No | Titre français                                    | Titre japonais                     | Titre japonais                           | Date de 1re diffusion |
| No | Titre français                                    | Kanji                              | Rōmaji                                   | Date de 1re diffusion |
| -- | ------------------------------------------------- | ---------------------------------- | ---------------------------------------- | --------------------- |
| 1  | Le jeune duc et Alice                             | 坊ちゃんとアリス                   | Bocchan to Arisu                         | 4 juillet 2021        |
| 2  | Le duc, le majordome et le chat errant            | 坊ちゃんと執事と迷い猫             | Bocchan to shitsuji to mayoi neko        | 11 juillet 2021       |
| 3  | Le jeune duc et la pluie d’étoiles filantes       | 坊ちゃんと満月の流星群             | Bocchan to mangetsu no ryuuseigun        | 18 juillet 2021       |
| 4  | Le jeune duc, Alice et le souvenir de la neige    | 坊ちゃんとアリスと雪の記憶         | Bocchan to Arisu to yuki no kioku        | 25 juillet 2021       |
| 5  | Le jeune duc, le corbeau et le patinage           | 坊ちゃんと烏とアイススケート       | Bocchan to karasu to aisu sukeeto        | 1er août 2021         |
| 6  | Le jeune duc, Alice et le sabbat                  | 坊ちゃんとアリスと魔界の一夜       | Bocchan to Arisu to makai no ichiya      | 8 août 2021           |
| 7  | Le jeune duc, Alice et une journée paisible       | 坊ちゃんとアリスのなんでもない一日 | Bocchan to Arisu no nandemonai ichinichi | 15 août 2021          |
| 8  | Neige blanche, vêtements noirs                    | 白い雪、黒い服                     | Shiroi yuki, kuroi fuku                  | 22 août 2021          |
| 9  | Le jeune duc, Alice et la promesse de Noël        | 坊ちゃんとアリスと聖夜の誓い       | Bocchan to Arisu to seiya no chikai      | 29 août 2021          |
| 10 | Le jeune duc, Alice et leur chanson rien qu’à eux | 坊ちゃんとアリスと二人だけの歌     | Bocchan to Arisu to futari dake no uta   | 5 septembre 2021      |
| 11 | Le jeune duc et la magie secrète                  | 坊ちゃんと秘密の魔法               | Bocchan to himitsu no mahou              | 12 septembre 2021     |
| 12 | Aux côtés du jeune duc…                           | 坊ちゃんと一緒に……                 | Bocchan to issho ni……                    | 19 septembre 2021     |

##### Saison 2
The Duke of Death and His Maid – Deuxième saison (死神坊ちゃんと黒メイド 第2期, Shinigami bocchan to kuro meido dainiki)

#### Musique
La bande originale de l’adaptation animée est conjointement composée par Gen Okuda (ja) et Takeshi Watanabe (ja).

##### Génériques
La musique du générique d’ouverture de la première saison, Mangetsu to Silhouette no Yoru (満月とシルエットの夜), est interprétée par les comédiens vocaux principaux Natsuki Hanae (le jeune maître) et Ayumi Mano (ja) (Alice). Celle de fermeture pour la majorité des épisodes, Nocturne (夜想曲), est quant à elle interprétée seule par Ayumi Mano — toujours en tant qu’Alice — et enfin celle du dixième, Fukurou to koneko (ふくろうと仔猫), en duo par les intéressés.
Concernant la deuxième saison, il en va de même pour celle d’ouverture, Kimi to Revue (君とレヴュー). Celle de fermeture, Hoshikuzu Requiem (星屑レクイエム), est quant à elle interprétée par NASUO☆ (ja).
Quant à la troisième saison, celle d’ouverture, Cinematic Parade (シネマティックパレード), est aussi interprétée par cette dernière. Celle de fermeture, Étoile Mémoire (エトワールメモワール), est — comme pour la première saison — interprétée seule par Ayumi Mano (Alice).
Les musiques de scène sont majoritairement interprétées — seul, en duo ou en groupe — emmi les comédiens vocaux principaux de l’adaptation animée. Le Chœur d’enfants de Suzukake interprète l’Hymne de l’école de magie (魔術学校 校歌).

##### Bande originale
L’album de la bande originale, réparti sur deux disques compacts, est sorti le 13 octobre 2021 au Japon.
Liste des titres
| Disque 1 (GNCA-160001) | Disque 1 (GNCA-160001)                                  | Disque 1 (GNCA-160001) | Disque 1 (GNCA-160001) | Disque 1 (GNCA-160001) | Disque 1 (GNCA-160001) | Disque 1 (GNCA-160001) | Disque 1 (GNCA-160001) | Disque 1 (GNCA-160001) | Disque 1 (GNCA-160001) |
| No                     | Titre                                                   | Paroles                | Interprète             | Durée                  |                        |                        |                        |                        |                        |
| ---------------------- | ------------------------------------------------------- | ---------------------- | ---------------------- | ---------------------- | ---------------------- | ---------------------- | ---------------------- | ---------------------- | ---------------------- |
| 1.                     | Requiem ballad (« Ballade en requiem »)                 |                        |                        | 2:50                   |                        |                        |                        |                        |                        |
| 2.                     | Melodia pace (« Mélodie calme »)                        |                        |                        | 2:48                   |                        |                        |                        |                        |                        |
| 3.                     | Sempre insieme (« Toujours ensemble »)                  |                        |                        | 1:53                   |                        |                        |                        |                        |                        |
| 4.                     | Prestazione (« Prestation »)                            |                        |                        | 1:24                   |                        |                        |                        |                        |                        |
| 5.                     | Bellissimo (« Superbe »)                                |                        |                        | 1:31                   |                        |                        |                        |                        |                        |
| 6.                     | Stanza buia (« Pièce obscure »)                         |                        |                        | 1:40                   |                        |                        |                        |                        |                        |
| 7.                     | Spaventoso (« Effrayant »)                              |                        |                        | 2:09                   |                        |                        |                        |                        |                        |
| 8.                     | Tensione -mf, (« Tension — en moyennement fort »)       |                        |                        | 2:03                   |                        |                        |                        |                        |                        |
| 9.                     | Traduzione errata (« Mauvaise interprétation »)         |                        |                        | 1:58                   |                        |                        |                        |                        |                        |
| 10.                    | Eye catch A (Première accroche de coupure publicitaire) |                        |                        | 0:10                   |                        |                        |                        |                        |                        |
| 11.                    | Calmati (« Calmés »)                                    |                        |                        | 1:28                   |                        |                        |                        |                        |                        |
| 12.                    | Turbata (« Troublée »)                                  |                        |                        | 1:20                   |                        |                        |                        |                        |                        |
| 13.                    | Posto soleggiato (« Lieu ensoleillé »)                  |                        |                        | 1:39                   |                        |                        |                        |                        |                        |
| 14.                    | Voce gentile (« Voix douce »)                           |                        |                        | 1:38                   |                        |                        |                        |                        |                        |
| 15.                    | Viola                                                   |                        |                        | 1:47                   |                        |                        |                        |                        |                        |
| 16.                    | Tempo soffice (« Mouvement doux/mou »)                  |                        |                        | 1:50                   |                        |                        |                        |                        |                        |
| 17.                    | Slapstick (« Humour de bâton claqueur »)                |                        |                        | 1:22                   |                        |                        |                        |                        |                        |
| 18.                    | Strisciante (« Traînant »)                              |                        |                        | 1:24                   |                        |                        |                        |                        |                        |
| 19.                    | Passeggiare (« Se promener/ballader »)                  |                        |                        | 2:05                   |                        |                        |                        |                        |                        |
| 20.                    | Festa sessione (« Séance festive »)                     |                        |                        | 1:27                   |                        |                        |                        |                        |                        |
| 21.                    | Citta incantata (« Ville enchantée »)                   |                        |                        | 1:50                   |                        |                        |                        |                        |                        |
| 22.                    | Ricordo (« Souvenir »)                                  |                        |                        | 1:56                   |                        |                        |                        |                        |                        |
| 23.                    | Alice                                                   |                        |                        | 1:54                   |                        |                        |                        |                        |                        |
| 24.                    | Breve distanza (« Courte distance » ; « proche »)       |                        |                        | 2:08                   |                        |                        |                        |                        |                        |
| 25.                    | Stupido (« Stupide »)                                   |                        |                        | 1:43                   |                        |                        |                        |                        |                        |
| 26.                    | Parlare (« Discuter »)                                  |                        |                        | 1:29                   |                        |                        |                        |                        |                        |
| 27.                    | Caph                                                    |                        |                        | 2:50                   |                        |                        |                        |                        |                        |
| 28.                    | Zain                                                    |                        |                        | 1:37                   |                        |                        |                        |                        |                        |
| 29.                    | Maledizione (« Malédiction »)                           |                        |                        | 2:03                   |                        |                        |                        |                        |                        |
| 30.                    | Ballo notturno (« Bal/danse nocturne »)                 |                        |                        | 2:34                   |                        |                        |                        |                        |                        |
| 31.                    | è molto gentile, (« C’est très gentil »)                |                        |                        | 1:32                   |                        |                        |                        |                        |                        |
| 32.                    | Cuore profondo (« Cœur mélancolique »)                  |                        |                        | 1:43                   |                        |                        |                        |                        |                        |
| 33.                    | Sentimenti (« Sentiment[s] »)                           |                        |                        | 2:02                   |                        |                        |                        |                        |                        |
| 59:47                  |                                                         |                        |                        |                        |                        |                        |                        |                        |                        |

| Disque 2 (GNCA-160002) | Disque 2 (GNCA-160002) | Disque 2 (GNCA-160002)                          | Disque 2 (GNCA-160002) | Disque 2 (GNCA-160002) | Disque 2 (GNCA-160002) | Disque 2 (GNCA-160002) | Disque 2 (GNCA-160002) | Disque 2 (GNCA-160002) | Disque 2 (GNCA-160002) |
| No                     | Titre | Paroles                                         | Interprète | Durée                  |                        |                        |                        |                        |                        |
| ---------------------- | --- | ----------------------------------------------- | --- | ---------------------- | ---------------------- | ---------------------- | ---------------------- | ---------------------- | ---------------------- |
| 1.                     | Prefazione (« Préface » ; « avant‐propos »)                                                                                                |                                                 | | 3:07                   |                        |                        |                        |                        |                        |
| 2.                     | Rob |                                                 | | 1:22                   |                        |                        |                        |                        |                        |
| 3.                     | Giocare (« Jouer ») |                                                 | | 1:01                   |                        |                        |                        |                        |                        |
| 4.                     | Walter |                                                 | | 1:17                   |                        |                        |                        |                        |                        |
| 5.                     | Solitario (« Solitaire ») |                                                 | | 2:02                   |                        |                        |                        |                        |                        |
| 6.                     | Memoria (« Mémoire ») |                                                 | | 1:41                   |                        |                        |                        |                        |                        |
| 7.                     | Secondo (« Seconde ») |                                                 | | 2:05                   |                        |                        |                        |                        |                        |
| 8.                     | Incantato (« Charmé »/« séduit ») |                                                 | | 1:45                   |                        |                        |                        |                        |                        |
| 9.                     | Rimasto (« Resté ») |                                                 | | 3:10                   |                        |                        |                        |                        |                        |
| 10.                    | Alice e il mondo dei sogni (« Alice et le monde des rêves »)                                                                               |                                                 | | 2:46                   |                        |                        |                        |                        |                        |
| 11.                    | Patetico (« Pathétique ») |                                                 | | 1:18                   |                        |                        |                        |                        |                        |
| 12.                    | Un altro mondo (« Un autre monde ») |                                                 | | 1:22                   |                        |                        |                        |                        |                        |
| 13.                    | L’ultima canzone rimasta (« La dernière chanson restante »)                                                                                |                                                 | | 1:22                   |                        |                        |                        |                        |                        |
| 14.                    | Impulso (« Impulsion ») |                                                 | | 1:25                   |                        |                        |                        |                        |                        |
| 15.                    | Monologo (« Monologue ») |                                                 | | 2:03                   |                        |                        |                        |                        |                        |
| 16.                    | ffff, (« Très très très fort ») |                                                 | | 2:01                   |                        |                        |                        |                        |                        |
| 17.                    | Grazie mille (« Merci mille fois ») |                                                 | | 1:31                   |                        |                        |                        |                        |                        |
| 18.                    | Grazie di cuore (« Merci de tout cœur »)                                                                                                   |                                                 | | 2:04                   |                        |                        |                        |                        |                        |
| 19.                    | 満月とシルエットの夜 ～Piano Ver.～ (Mangetsu to Silhouette no Yoru [Piano Version]) (« Nuit de pleine lune et de silhouette — au piano ») |                                                 | | 2:01                   |                        |                        |                        |                        |                        |
| 20.                    | 夜想曲 ～Piano Ver.～ (Yasōkyoku (Nocturne) [Piano Version]) (« Musique pour la nuit — au piano »)                                         |                                                 | | 1:53                   |                        |                        |                        |                        |                        |
| 21.                    | Eye catch B (Seconde accroche de coupure publicitaire)                                                                                     |                                                 | | 0:10                   |                        |                        |                        |                        |                        |
| 22.                    | 月と猫のコンチェルト (Tsuki to Neko no Concerto) (« Concerto pour lune et chat »)                                                          | Aiko Takase (高瀬愛虹 (ja), Takase Aiko)        | Le jeune maître (Natsuki Hanae) (坊ちゃん（CV. 花江夏樹）, Botchan (CV. Hanae Natsuki)) | 1:22                   |                        |                        |                        |                        |                        |
| 23.                    | 洗いっこいいなぁ (Araikko ii nā) (« C’est bon de se laver/frotter [les uns les autres] »)                                                  | id.                                             | id. | 1:27                   |                        |                        |                        |                        |                        |
| 24.                    | サバトの夜に魔女賛歌 (Sabbath no Yoru ni Majo Sanka) (« Hymne aux sorciers à la nuit du Sabbat »)                                          | id.                                             | Masayuki Okazaki, Yoshito Fuchigami, Lisa Ooki et Masumi Harada (岡崎昌幸、渕上祥人、大木理紗 (ja)&原田真純, Okazaki Masayuki, Fuchigami Yoshito, Ooki Risa & Harada Masumi) | 1:52                   |                        |                        |                        |                        |                        |
| 25.                    | Make a wish (« Fais un vœu ») | Shoko Fujibayashi (藤林聖子, Fujibayashi Shōko) | Le jeune maître (Natsuki Hanae), Alice (Ayumi Mano), Rob (Hōchū Ōtsuka), Viola (Inori Minase), Caph (Wakana Kuramochi) et Zain (Hiroshi Kamiya) (坊ちゃん（CV. 花江夏樹）、アリス（CV. (Ayumi Mano (ja)）、ロブ（CV. 大塚芳忠）、ヴィオラ（CV. 水瀬いのり）、カフ（CV. 倉持若菜 (ja)）&ザイン（CV. 神谷浩史）, Botchan (CV. Hanae Natsuki), Arisu (CV. Mano Ayumi), Robu (CV. Ōtsuka Hōchū), Viora (CV. Minase Inori), Kafu (CV. Kuramochi Wakana) & Zain (CV. Kamiya Hiroshi)) | 2:52                   |                        |                        |                        |                        |                        |
| 26.                    | ふくろうと仔猫 (Fukurou to koneko) (« Le hibou et le chaton »)                                                                             | Inoue (イノウエ (ja))                           | Le jeune maître (Natsuki Hanae) et Alice (Ayumi Mano) (坊ちゃん（CV. 花江夏樹）&アリス（CV. 真野あゆみ）, Botchan (CV. Hanae Natsuki) & Arisu (CV. Mano Ayumi)) | 1:57                   |                        |                        |                        |                        |                        |
| 27.                    | unreachable (« Inaccessible »/« inatteignable »)                                                                                           | Shoko Fujibayashi                               | Alice (Ayumi Mano) (アリス（CV. 真野あゆみ）, Arisu (CV. Mano Ayumi)) | 4:00                   |                        |                        |                        |                        |                        |
| 28.                    | Secret Flavor (« Parfum secret » ; « saveur cachée »)                                                                                      | Soflan Daichi (ja)                              | Viola (Inori Minase) (ヴィオラ（CV. 水瀬いのり）, Viora (CV. Minase Inori)) | 4:17                   |                        |                        |                        |                        |                        |
| 29.                    | 月に願いを (Tsuki ni negai wo) (« ... un souhait sur la lune »)                                                                            | Aiko Takase                                     | Le jeune maître (Natsuki Hanae) | 4:19                   |                        |                        |                        |                        |                        |
| 59:32                  | |                                                 | |                        |                        |                        |                        |                        |                        |

### Produits dérivés

#### Japon

##### DVD
Les coffrets sont disponibles en DVD et Blu-ray.